# Marco Matrone
Marco Matrone (Scafati, 2 luglio 1987) è un ex calciatore finlandese, di ruolo centrocampista.

## Carriera

### Club
Nato in Italia ma cresciuto ad Espoo, ha militato anche nel FC Honka, nelle giovanili dell'AC Arezzo e nel Sansepolcro Calcio. Dal 2011 gioca nello Haka Valkeakoski squadra che milita nella massima divisione finlandese. Nel 2014 passa al SJK dove colleziona 33 presenze in due anni, vincendo il campionato. Nel 2016 passa a titolo definitivo all'Ilves Tampere, dove milita attualmente.

### Nazionale
Nel 2008 è stato selezionato per la prima volta per la Nazionale finlandese U-21.